# Геленешть
Геленешть, Геленешті (рум. Gălănești) — село у повіті Сучава в Румунії. Входить до складу комуни Геленешть.
Село розташоване на відстані 386 км на північ від Бухареста, 44 км на північний захід від Сучави.

## Населення
За даними перепису населення 2002 року у селі проживали 1485 осіб, з них 1483 особи (99,9%) румунів. Рідною мовою 1483 особи (99,9%) назвали румунську.